# Évron
Évron és un municipi francès situat al departament de Mayenne i a la regió de País del Loira. L'any 2007 tenia 7.122 habitants.

## Demografia

### Població
El 2007 la població de fet d'Évron era de 7.122 persones. Hi havia 3.239 famílies de les quals 1.255 eren unipersonals (489 homes vivint sols i 766 dones vivint soles), 1.131 parelles sense fills, 673 parelles amb fills i 180 famílies monoparentals amb fills.
La població ha evolucionat segons el següent gràfic:
Habitants censats

### Habitatges
El 2007 hi havia 3.593 habitatges, 3.286 eren l'habitatge principal de la família, 74 eren segones residències i 232 estaven desocupats. 2.582 eren cases i 896 eren apartaments. Dels 3.286 habitatges principals, 1.846 estaven ocupats pels seus propietaris, 1.401 estaven llogats i ocupats pels llogaters i 39 estaven cedits a títol gratuït; 161 tenien una cambra, 328 en tenien dues, 680 en tenien tres, 946 en tenien quatre i 1.172 en tenien cinc o més. 2.046 habitatges disposaven pel capbaix d'una plaça de pàrquing. A 1.692 habitatges hi havia un automòbil i a 908 n'hi havia dos o més.

### Piràmide de població
La piràmide de població per edats i sexe el 2009 era:
| Homes | Edats   | Dones |
| ----- | ------- | ----- |
| 4     | 95 o +  | 28    |
| 20    | 90 a 94 | 76    |
| 48    | 85 a 89 | 132   |
| 36    | 80 a 84 | 124   |
| 156   | 75 a 79 | 248   |
| 192   | 70 a 74 | 260   |
| 196   | 65 a 69 | 240   |
| 144   | 60 a 64 | 148   |
| 124   | 55 a 59 | 184   |
| 196   | 50 a 54 | 208   |
| 252   | 45 a 49 | 240   |
| 184   | 40 a 44 | 228   |
| 232   | 35 a 39 | 232   |
| 284   | 30 a 34 | 264   |
| 264   | 25 a 29 | 240   |
| 232   | 20 a 24 | 236   |
| 296   | 15 a 19 | 224   |
| 268   | 10 a 14 | 172   |
| 192   | 5 a 9   | 152   |
| 184   | 0 a 4   | 152   |

## Economia
El 2007 la població en edat de treballar era de 4.114 persones, 2.924 eren actives i 1.190 eren inactives. De les 2.924 persones actives 2.658 estaven ocupades (1.438 homes i 1.220 dones) i 266 estaven aturades (117 homes i 149 dones). De les 1.190 persones inactives 490 estaven jubilades, 377 estaven estudiant i 323 estaven classificades com a «altres inactius».

### Ingressos
El 2009 a Évron hi havia 3.181 unitats fiscals que integraven 6.772 persones, la mediana anual d'ingressos fiscals per persona era de 16.052 €.

### Activitats econòmiques
Dels 316 establiments que hi havia el 2007, 3 eren d'empreses extractives, 13 d'empreses alimentàries, 1 d'una empresa de fabricació de material elèctric, 14 d'empreses de fabricació d'altres productes industrials, 37 d'empreses de construcció, 83 d'empreses de comerç i reparació d'automòbils, 12 d'empreses de transport, 24 d'empreses d'hostatgeria i restauració, 5 d'empreses d'informació i comunicació, 13 d'empreses financeres, 14 d'empreses immobiliàries, 36 d'empreses de serveis, 38 d'entitats de l'administració pública i 23 d'empreses classificades com a «altres activitats de serveis».
Dels 94 establiments de servei als particulars que hi havia el 2009, 2 eren oficines d'administració d'Hisenda pública, 1 gendarmeria, 6 oficines bancàries, 2 funeràries, 6 tallers de reparació d'automòbils i de material agrícola, 1 taller d'inspecció tècnica de vehicles, 4 autoescoles, 4 paletes, 3 guixaires pintors, 8 fusteries, 9 lampisteries, 4 electricistes, 3 empreses de construcció, 10 perruqueries, 2 veterinaris, 7 agències de treball temporal, 10 restaurants, 7 agències immobiliàries, 3 tintoreries i 2 salons de bellesa.
Dels 42 establiments comercials que hi havia el 2009, 2 eren hipermercats, 3 supermercats, 2 grans superfícies de material de bricolatge, 5 fleques, 4 carnisseries, 2 llibreries, 11 botigues de roba, 3 botigues d'equipament de la llar, 3 sabateries, 1 una botiga d'electrodomèstics, 1 una botiga de mobles, 1 un drogueria, 1 una perfumeria, 1 una joieria i 2 floristeries.
L'any 2000 a Évron hi havia 105 explotacions agrícoles que ocupaven un total de 2.553 hectàrees.

## Equipaments sanitaris i escolars
El 2009 hi havia 1 hospital de tractaments de curta durada, 1 hospital de tractaments de mitja durada (seguiment i rehabilitació), 4 farmàcies i 2 ambulàncies.
El 2009 hi havia 2 escoles maternals i 2 escoles elementals. A Évron hi havia 2 col·legis d'educació secundària i 1 liceu d'ensenyament general. Als col·legis d'educació secundària hi havia 917 alumnes i als liceus d'ensenyament general 409.

## Poblacions més properes
El següent diagrama mostra les poblacions més properes.